# Franz Conrad von Hötzendorf
 Franz Xaver Josef baron (sinds 1910), graaf (sinds 1918) Conrad von Hötzendorf  (11 november 1852 - 25 augustus 1925) was een Oostenrijks-Hongaarse militair en hoofd van de generale staf van het Oostenrijks-Hongaarse leger ten tijde van het uitbreken van de Eerste Wereldoorlog.

## Eerste Wereldoorlog
Conrad von Hötzendorf was, na de moord op de Oostenrijks-Hongaarse kroonprins Franz Ferdinand, een van de belangrijkste voorstanders van de oorlog met Servië. Ondanks zijn wens naar oorlog blonk het Oostenrijks-Hongaarse leger niet uit in oorlogsvoering.
Conrad von Hötzendorf stelde vaak onrealistische, grandioze plannen voor, daarbij de toestand van het terrein en weersomstandigheden negerend. Bij de plannen die hij voordroeg werd de vijand vaak onderschat. Zo was het Servische leger bijvoorbeeld veel effectiever dan hij verwacht had. Ook de eerste offensieven tegen de Italianen waren inefficiënt, en gingen gepaard met grote menselijke verliezen. Zijn fouten leidden tot een voor Oostenrijk-Hongarije desastreus verlopend eerste jaar van de oorlog, en daarmee tot een verdere verzwakking van de militaire slagkracht. De grootste nederlaag kwam in 1916 na het Broesilov-offensief door Rusland. Het Oostenrijks-Hongaarse leger onder leiding van Conrad von Hötzendorf verloor bijna 1,5 miljoen soldaten, en was daarna niet meer in staat om zonder Duitse hulp een offensief uit te voeren. De meeste Oostenrijks-Hongaarse overwinningen waren sindsdien alleen mogelijk met Duitse hulp, waardoor de afhankelijkheid van Duitsland toenam.
De Saksische koning benoemde hem tot Ridder in de exclusieve Militaire Orde van Sint-Hendrik.
Volgens de Britse historicus Cyril Falls was Conrad von Hötzendorf echter waarschijnlijk de beste strateeg van de oorlog, en waren zijn plannen briljant in conceptie. De Duitse generaals aan het oostfront baseerden de meeste van hun succesvolle offensieven op Conrads plannen (Cyril Falls, "The Great War", p. 36).
Conrad von Hötzendorf werd in 1917 door de nieuwe keizer, Karel I van Oostenrijk, van zijn post ontheven. Karel onderhandelde liever over vrede met de geallieerden. In 1918 werd Baron Conrad von Hötzendorf tot Graaf verheven.

## Onderscheidingen
- Pour le Mérite op 12 mei 1915[1]
  - Eikenloof op 26 januari 1917[1]
- Grootkruis in de Orde van Maria Theresia
- Kruis voor Militaire Verdienste, 1e Klasse met Oorlogsdecoratie op 8 december 1914
- Signum Laudis
- Commandeur der IIe Klasse in de Militaire Orde van Sint-Hendrik
- Grootkruis in de Militaire Max Joseph-Orde op 21 juli 1915
- Ridder in de Orde van Verdienste van de Pruisische Kroon
- Kriegsmedaille
- Militair Dienstteken, 35 dienstjaren